# Dismodicus
Dismodicus is een geslacht van spinnen uit de familie hangmatspinnen (Linyphiidae).

## Soorten
De volgende soorten zijn bij het geslacht ingedeeld:
- Dismodicus alticeps Chamberlin & Ivie, 1947
- Dismodicus bifrons (Blackwall, 1841)
- Dismodicus decemoculatus (Emerton, 1882)
- Dismodicus elevatus (C. L. Koch, 1838)
- Dismodicus fungiceps Denis, 1944
- Dismodicus modicus Chamberlin & Ivie, 1947